# Toyota Production System
Toyota Production System (TPS) je integrovaný sociotechnický systém, vyvinutý firmou Toyota, který zahrnuje filosofii a praktiky jejího managementu. TPS je založen na kooperaci výroby a logistiky automobilového výrobce, včetně jeho interakce s dodavateli a zákazníky. Systém je hlavním předchůdcem typičtějšího způsobu "lean manufacturing", tzv. štíhlé výroby. Taiiči Óno, Šigeo Šingó a Eidži Tojoda vyvinuli systém v letech 1948 až 1975.
Původní systém nazývaný "just-in-time production," staví na postupech vytvořených zakladatelem koncernu Toyota, Sakiči Tojodou, jeho synem Kiičiró Tojodou a inženýrem Taiiči Óno. Základní principy, na nichž systém TPS, vznikl jsou uvedené v knize The Toyota Way.

## Cíle
Hlavním účelem TPS je vyloučit přetížení/zahlcení výroby (muri) a výpadky (mura), a zároveň eliminovat plýtvání (muda). Nejlepších výsledků je dosaženo definováním procesu, který je schopný dosahovat požadovaných výsledků hladce, tzn. bez přerušení výrobního procesu – vyloučením "mura" (výpadků). Rovněž tak je zásadní zajistit, aby byl proces tak flexibilní, jak je třeba, a to bez stresu či "muri" (přetížení), jelikož to opět přináší "muda" (plýtvání). Ve výsledku jsou taktická zlepšení v oblasti eliminace plýtvání neboli eliminace „muda“ velmi přínosná. Existuje sedm druhů „muda“, které jsou v TPS definovány:
1. Plýtvání při nadprodukci (největší plýtvání)
2. Plýtvání při čekání na polotovar (prodlevy)
3. Plýtvání při transportu
4. Plýtvání při samotném zpracování
5. Plýtvání při místním skladování
6. Plýtvání při pohybu
7. Plýtvání při defektní výrobě

Při pohledu na výsledky TPS, se eliminace plýtvání stala hlavním bodem zlepšování, neboť její implementace je ze všech tří metod nejsnadnější. Díky TPS se mnoho zlepšení spouští pouze na základě snížení výpadků nebo zahlcení ve výrobě, což přináší zároveň omezení plýtvání, a to i bez přímého zaměření na jeho pouhou redukci.

## Původ myšlenky
Tento systém, je více než jiné aspekty závodu, zodpovědný za skutečnost, že se Toyota stala tím, čím je dnes. Toyota byla po dlouhou dobu leader v automobilové výrobě a průmyslu.
Je mýtus, že "Toyota získala inspiraci pro svůj systém, nikoli z amerického automobilového průmyslu (tehdy daleko největšího na světě), ale z návštěvy supermarketu." Myšlenka produkce „Just-in-time“ je nápadem Kiičiró Tojody, zakladatele firmy Toyota. Otázka zněla, jak tuto myšlenku implementovat v praxi. Při pročítání popisu amerických supermarketů, si Óno uvědomil, že supermarket je vlastně model toho, co se snažili zavést v závodě. Zákazník v supermarketu si bere požadované množství zboží z regálu a koupí si je. Ze skladu se pak regál doplní jen takovým množstvím zboží, aby se doplnilo chybějící. Takto podobně by si jednotlivé výrobní pracoviště, které potřebovalo doplnit díly, došlo do skladového 'regálu' (v centrálním skladu) pro potřebnou součástku a 'koupilo' (vyndalo) si potřebné množství, zatímco 'regál' by byl 'doplněn' pracovištěm, které produkuje tuto součástku, kterých vyrobí právě tolik, aby nahradily použité množství.
Jelikož malý objem zásob je při užití Toyota Production System klíčový, důležitým prvkem filosofie, která za systémem stojí, je pracovat inteligentně a eliminovat plýtvání, aby bylo potřeba jen minimálního množství zásob. Mnoho amerických podniků, které sledovaly Toyotu, si vytklo za cíl útok přímo na velký objem zásob, aniž by porozuměly principům, které umožňují tak velké snížení objemu zásob. Pouhé napodobení bez pochopení základního konceptu či motivace, mohlo vést k neúspěchu těchto projektů.

### Dodatečná zlepšení
- Challenge („výzva“ – vyžaduje formování dlouhodobé vize, přijímání výzev s odvahou a kreativitou, směrem k realizaci svých cílů.)
- Kaizen (neustálé zlepšování obchodní činnosti, neustálé směřování k inovacím a vývoji.)
- Genči genbucu (hledání zdrojů k nalezení skutečného stavu nezbytného pro správná rozhodnutí.)

### Úcta k člověku
- Respekt (respektujeme druhé, všemožně podporujeme porozumění mezi nimi, chápeme svou odpovědnost a děláme vše pro vybudování vzájemné důvěry.)
- Teamwork (stimulujeme osobní profesionální růst, sdílíme příležitosti k rozvoji a maximalizujeme osobní a týmovou výkonnost.)

Externí pozorovatelé shrnuli principy Toyota jako:

### Dlouhodobá filosofie
1. Řídící rozhodování na bázi dlouhodobé filosofie, i na úkor krátkodobých finančních cílů.

### Správný proces způsobuje správný výsledek
1. Vytvoření kontinuálního běhu procesu, abychom učinili problémy „viditelnými“.
2. Používání "pull"-systému (systém „tahu“) k předcházení nadprodukce.
3. Vyrovnání pracovního zatížení (heidžunka). (Pracuj jako želva, ne jako zajíc.)
4. Vybudování kultury okamžitého zastavování výroby k řešení problémů, aby bylo možné začít řešit kvalitu od samého počátku výskytu.
5. Standardizace úkolů je základ pro soustavné zlepšování a kvalifikace zaměstnance.
6. Použití vizuální kontroly, aby byly odkryty problémy.
7. Použití výhradně spolehlivých ověřených technologií, které slouží zaměstnancům a výrobním procesům.

### Přidaná hodnota organizace přes osobní rozvoj zaměstnanců a partnerů
1. Výchova předáků, kteří dobře rozumí své práci, žijí filosofií a pomáhají ji učit ostatní.
2. Rozvíjení výjimečných lidí a týmů, kteří se řídí filosofií společnosti.
3. Dbaní na rozšiřování sítě partnerů a dodavatelů skrze nové výzvy a pomoc v jejich zlepšování.

### Soustavné řešení původu problémů vede k celopodnikovému učení
1. Jdi a sám se přesvědč, abys dobře pochopil situaci (Genči genbucu, 現地現物);
2. Rozhodnutí dělej pomalu v souladu s pravidly, důkladně zvažuj všechny možnosti (Nemawaši, 根回し); svá rozhodnutí pak implementuj rychle;
3. Dosažení celopodnikové schopnosti učení se skrze neúnavnou reflexi (Hansei, 反省) a soustavné zlepšování (Kaizen, 改善).

Výrobní postupy Toyoty jsou srovnávány se ždímáním vody ze suchého ručníku. Význam tohoto přirovnání je, že je to systém úplného vyloučení plýtvání. Plýtváním je zde myšleno vše, co nepřispívá k výrobnímu procesu, cokoli, co nezvyšuje přidanou hodnotu. Mnoho lidí za eliminaci plýtvání považuje omezení toho, co většina zná jako plýtvání, stále však zůstává mnoho takového, které dosud nebylo odhaleno, nebo jsou lidé ochotni tolerovat.
Došlo však k tomu, že lidé rezignovali na určité problémy, stali se rukojmími rutiny a systém soustavného řešení problémů opustili. Zpětné procházení až k základům, odhalování skutečného významu problémů a poté nastavování fundamentálních zlepšení, je však možné sledovat v celém výrobním systému Toyota.

## Výsledky
Toyota dokázala díky používání TPS významně snížit dodací lhůty a náklady a přitom neustále zlepšovat kvalitu. To jí umožnilo stát se jednou z deseti největších společností na světě. V současné době je stejně zisková jako všichni ostatní výrobci souhrnně a v roce 2007 byla největším výrobcem. Díky úspěchu filosofie predikce výroby se mnoho výrobců snažilo tyto metody okopírovat, nicméně většinou neúspěšně. Stejně tak se mnoho společností z různých odvětví činnosti (mimo výrobu) pokoušelo přizpůsobit některé části nebo celé principy Toyota Production System do své produkce. Mezi nimi najedeme také obory stavebnictví či zdravotnictví.

## Obecně užívaná terminologie
- Andon (行灯) (Česky: informační tabule – Signboard)
- Genba (現場) (Česky: skutečné místo výkonu práce)
- Genči genbucu (現地現物) (Česky: jdi a přesvědč se)
- Hansei (反省) (Česky: sebereflexe)
- Heidžunka (平準化) (Česky: zajištění plynulé výroby)
- Džidóka (自働化) (Česky: autonomace – automatizace v souladu s lidskou inteligencí)
- Just-in-Time (ジャストインタイム) (JIT)
- Kaizen (改善) (Česky: neustálé zlepšování)
- Kanban (看板, též かんばん) (Česky: značka, štítek)
- Manufacturing supermarket, kde jsou k dispozici veškeré součástky k odběru do procesu
- Muda (無駄, též ムダ) (Česky: plýtvání)
- Mura (斑 nebo ムラ) (Česky: nepravidelnost)
- Muri (無理) (Česky: přetížený, zahlcený)
- Nemawaši (根回し) (Česky: budování základů, hledání konsensu, doslova: chůze kolem kořenů)
- Poka-joke (ポカヨケ) (Česky: zabezpečení – slouží k vyhnutí se (jokeru) neúmyslných pochybení (poka)